# Fanfan la Tulipe (1952)
Fanfan la Tulipe (prt: As Aventuras de Fanfan la Tulipe; bra: Fan-fan la Tulipe ou Fanfan la Tulipe)é um filme ítalo-francês de 1952, dos gêneros comédia romântica, ficção histórica e aventura, dirigido por Christian-Jaque.
Venceu o prêmio de melhor diretor no Festival de Cannes e do Urso de Prata no Festival de Berlim.

## Sinopse
Em meados do século 18, o jovem e sensível rapaz Fanfan (Gérard Philipe) se engaja no exército de Luís 15. Adelline (Gina Lollobrigida), filha de um sargento, prediz que o futuro de Fanfan será glorioso. Durante as batalhas na Aquitânia, Fanfan salva uma carruagem real do ataque de uma horda: nela estão Madame de Pompadour e Henriette, filha do soberano. Tem início o cumprimento da profecia de Adelline.